# Державні свята в Гренландії
Це список державних свят в Гренландії.

## Державні свята
| Дата                                             | Українська назва      |
| ------------------------------------------------ | --------------------- |
| 1 січня                                          | Новий рік             |
| 6 січня                                          | Богоявлення           |
| Березень або квітень                             | Великий четвер        |
| Березень або квітень                             | Страсна п'ятниця      |
| Березень або квітень                             | Поливаний понеділок   |
| Квітень або травень (4 п'ятниця після Великодня) | День Молитви          |
| Травень або червень                              | Вознесіння            |
| Травень або червень                              | День Святого Духа     |
| 21 червня                                        | Ullortuneq            |
| 24 грудня                                        | Святий Вечір          |
| 25 грудня                                        | Різдво Христове       |
| 26 грудня                                        | День святого Стефана  |
| 31 грудня                                        | Переддень Нового року |